# Thomas Mayne Daly
Pour les articles homonymes, voir Thomas Daly et Daly.
Thomas Mayne Daly (12 octobre 1852-24 juin 1911) est un homme politique canadien du Manitoba. Il est député fédéral libéral-conservateur de la circonscription manitobaine de Selkirk de 1887 à 1896. Il est ministre dans les cabinets des premiers ministres John Abbott, John Thompson et Mackenzie Bowell.

## Biographie
Né à Stratford dans le Canada-Ouest, Daly étudie le droit et est nommé au Barreau du Haut-Canada en 1876. Après avoir pratiquer le droit et servit comme conseiller municipal à Stratford en 1881, Il s'installe à Brandon au Manitoba. S'associant à George R. Coldwell (en), il devient ensuite le premier maire de Brandon en 1882. Durant son mandat de six mois, il tente de lever 150 000 $ des fonds avec une débenture afin d'élaborer un programme de développement civique. Après avoir démissionné en 1882, il redevient maire en 1883.
Daly entre à la Chambre des communes du Canada à la suite de l'élection de 1887. Réélu en 1891, il ne se représente pas en 1896. 
De 1892 à 1896, il est ministre de l'Intérieur et surintendant général des Affaires indiennes et ministre de l'Intérieur. Il devient ainsi le premier titulaire d'un poste de ministre fédéral provenant du Manitoba. En 1896, il assure l'intérim aux postes de ministre de la Justice et secrétaire d'État du Canada.
En 1903, il est nommé magistrat de police à Winnipeg. Il tente sans succès un retour en politique en se présentant comme candidat conservateur dans Brandon en 1908. La même année, le gouverneur-général Lord Stanley le fait conseiller du Roi. En 1909, il est nommé juge de la première cour juvénile du Canada.
Un ressemblance physique avec l'avocat Paddy Nolan de Calgary a amené régulièrement une certaine confusion chez leurs intervenants respectifs.
Son père, Thomas Mayne Daly (père), est député provincial ontarien de Perth-Nord (en). Son grand-père, John Daly (en), est le premier maire de la Stratford en Ontario.
La municipalité rurale de Daly au Manitoba est nommé en son honneur.

## Musée
Le musée Daly House Museum (en) localisé à Brandon est situé dans la maison où résidait Daly et construite en 1882.

## Archives
Le fonds d'archives Thomas Mayne Daly est disponible sous le nombre de référence R4035 à Bibliothèque et Archives Canada.